# ホセ・マヌエル・ピント
ホセ・マヌエル・ピント・コロラド（Jose Manuel Pinto Colorado, 1975年11月8日 - ）は、スペイン・アンダルシア州エル・プエルト・デ・サンタ・マリア出身の元サッカー選手。現役時代のポジションはゴールキーパー。

## 経歴

### セルタ・デ・ビーゴ
レアル・ベティスの下部組織で育ち、1997-98シーズンのラシン・サンタンデール戦で後半途中から出場してトップチームデビューした。その後はトニ・プラッツの高い壁に阻まれて出場機会を得られず、1998年7月1日にセルタ・デ・ビーゴに完全移籍した。当初はリシャール・ドゥトルエルと彼の退団後に加入したパブロ・カバジェロの控えだったが、2003-04シーズンはUEFAチャンピオンズリーグでグループリーグ5試合に出場した。2004年にカバジェロがレバンテUDに移籍するとレギュラーに定着。2005-06シーズンは37試合に出場して29失点（失点率0.78）に抑え、最小失点率を記録したゴールキーパーに与えられるサモラ賞を受賞した（セルタから2003-04シーズンのカバジェロ以来3人目）。その後キャプテンに就任し、セルタではプリメーラ・ディビシオン（1部）で計125試合、セグンダ・ディビシオン（2部）で計56試合に出場した。

### FCバルセロナ
2008年1月18日、冬の移籍市場でFCバルセロナにレンタル移籍した。当時バルセロナの第2GKであったアルベルト・ジョルケラが前年末のクリスマス休暇中に膝靭帯を負傷して長期離脱したため、バルセロナは即戦力となるゴールキーパーを探していた。正GKビクトル・バルデスの前に出場機会に恵まれなかったが、4月26日のアウェーのデポルティーボ・ラ・コルーニャ戦で移籍後初めての出場機会が訪れたが、0-2でこの試合を落とした。2戦目は5月11日、ホームのマジョルカ戦となったが、2-0の優勢から2-3と逆転を許して敗れた。この年バルセロナは3位に終わった。
ジョルケラの回復が2008-09シーズンの開幕に間に合いそうになかったため、5月30日に移籍金50万ユーロでFCバルセロナに完全移籍し、2年契約を結んだ。2008-09シーズンのコパ・デル・レイではレギュラーとして起用され、決勝でアスレティック・ビルバオに勝利して11年ぶり25回目の優勝を果たした。
2010年10月20日のUEFAチャンピオンズリーグ・FCコペンハーゲン戦では、相手FWセサル・サンティンに対して主審の笛のような口笛を吹いてマルティンにオフサイドの反則があったと勘違いさせてプレーを止めさせた。コペンハーゲンのストーレ・ソルバッケン監督はピントの行為に激怒し、彼を「腐ったリンゴ」に例えた。この行為はスポーツマンシップに反する行為であるとして、欧州サッカー連盟(UEFA)の規律管理委員会から2試合の出場停止処分を受けた。
バルデスが2011年2月16日のCL決勝トーナメント1回戦・第1試合のアーセナル戦で膝を負傷したため、2月20日のアスレティック・ビルバオ戦(2-1)で約2年ぶりにリーグ戦での出場機会が訪れた。この試合ではフェルナンド・ジョレンテのヘディングシュートをセーブするなどのプレーを見せた。3月28日にはクラブとの契約を1年間延長した。2010-11シーズンもコパ・デル・レイでは引き続きレギュラーとして起用されて2シーズンぶりに決勝まで勝ち進んだが、4月20日のレアル・マドリードとの決勝戦(0-1)では延長戦の末に敗れて準優勝に終わり、自身2度目の優勝は成らなかった。コパ・デル・レイ決勝の1週間後に行われたCL準決勝の同一カードの1stレグ(2-0)ではハーフタイムに相手DFアルバロ・アルベロアやマッチコミッショナーと口論になり、試合に出場していないにもかかわらず退場処分を受けた。

## タイトル

### クラブ
セルタ・デ・ビーゴ
- UEFAインタートトカップ (1): 2000

FCバルセロナ
- プリメーラ・ディビシオン (4): 2008-09, 2009-10, 2010-11, 2012-13
- コパ・デル・レイ (2): 2008-09, 2011-12
- UEFAチャンピオンズリーグ (2): 2008-09, 2010-11
- スーペルコパ・デ・エスパーニャ (4): 2009, 2010, 2011, 2013
- UEFAスーパーカップ (2) : 2009, 2011
- FIFAクラブワールドカップ (2) : 2009, 2011

### 個人
- サモラ賞 : 2005-2006

## 個人成績
2012年5月13日時点
| クラブ     | シーズン | 国内リーグ | 国内リーグ | 国内カップ | 国内カップ | 欧州カップ | 欧州カップ | FIFA CWC | FIFA CWC | 通算 | 通算 |
| クラブ     | シーズン | 出場       | 得点       | 出場       | 得点       | 出場       | 得点       | 出場     | 得点     | 出場 | 得点 |
| ---------- | -------- | ---------- | ---------- | ---------- | ---------- | ---------- | ---------- | -------- | -------- | ---- | ---- |
| ベティスB  | 1994-95  | 6          | 0          | -          | -          | -          | -          | -        | -        | 6    | 0    |
| ベティスB  | 1995-96  | 19         | 0          | -          | -          | -          | -          | -        | -        | 19   | 0    |
| ベティスB  | 1996-97  | 23         | 0          | -          | -          | -          | -          | -        | -        | 23   | 0    |
| ベティスB  | 1997-98  | 20         | 0          | -          | -          | -          | -          | -        | -        | 20   | 0    |
| ベティスB  | 通算     | 68         | 0          | -          | -          | -          | -          | -        | -        | 68   | 0    |
| ベティス   | 1997-98  | 1          | 0          | 0          | 0          | 0          | 0          | -        | -        | 1    | 0    |
| ベティス   | 通算     | 1          | 0          | 0          | 0          | 0          | 0          | -        | -        | 1    | 0    |
| セルタ     | 1998-99  | 1          | 0          | 4          | 0          | 0          | 0          | -        | -        | 5    | 0    |
| セルタ     | 1999-00  | 19         | 0          | 4          | 0          | 5          | 0          | -        | -        | 28   | 0    |
| セルタ     | 2000-01  | 18         | 0          | 4          | 0          | 4          | 0          | -        | -        | 26   | 0    |
| セルタ     | 2001-02  | 7          | 0          | 2          | 0          | 3          | 0          | -        | -        | 12   | 0    |
| セルタ     | 2002-03  | 3          | 0          | 2          | 0          | 6          | 0          | -        | -        | 11   | 0    |
| セルタ     | 2003-04  | 6          | 0          | 4          | 0          | 5          | 0          | -        | -        | 15   | 0    |
| セルタ     | 2004-05  | 40         | 0          | 0          | 0          | -          | -          | -        | -        | 40   | 0    |
| セルタ     | 2005-06  | 37         | 0          | 0          | 0          | -          | -          | -        | -        | 37   | 0    |
| セルタ     | 2006-07  | 34         | 0          | 0          | 0          | 0          | 0          | -        | -        | 34   | 0    |
| セルタ     | 2007-08  | 16         | 0          | 0          | 0          | -          | -          | -        | -        | 16   | 0    |
| セルタ     | 通算     | 181        | 0          | 20         | 0          | 23         | 0          | -        | -        | 224  | 0    |
| バルセロナ | 2007-08  | 3          | 0          | 0          | 0          | 0          | 0          | -        | -        | 3    | 0    |
| バルセロナ | 2008-09  | 2          | 0          | 9          | 0          | 0          | 0          | -        | -        | 11   | 0    |
| バルセロナ | 2009-10  | 0          | 0          | 4          | 0          | 0          | 0          | 0        | 0        | 4    | 0    |
| バルセロナ | 2010-11  | 6          | 0          | 9          | 0          | 2          | 0          | -        | -        | 17   | 0    |
| バルセロナ | 2011-12  | 3          | 0          | 9          | 0          | 1          | 0          | -        | -        | 13   | 0    |
| バルセロナ | 通算     | 14         | 0          | 31         | 0          | 3          | 0          | 0        | 0        | 48   | 0    |
| 通算       | 通算     | 263        | 0          | 51         | 0          | 26         | 0          | 0        | 0        | 340  | 0    |